# Odesia bekilyensis
Odesia bekilyensis är en stekelart som först beskrevs av Granger 1949.  Odesia bekilyensis ingår i släktet Odesia och familjen bracksteklar. Inga underarter finns listade i Catalogue of Life.